# ASEAN Cup
L'ASEAN Cup (per esteso ASEAN Football Federation Cup, it. Coppa della Federazione calcistica dell'ASEAN), denominato in passato AFF Cup e noto anche come ASEAN Mitsubishi Electric Cup per motivi di sponsorizzazione, è un torneo calcistico organizzato ogni due anni dalla ASEAN Football Federation (Federazione calcistica dell'ASEAN) e a cui prendono parte le squadre nazionali inquadrate nella regione del sud-est asiatico. Fino al 2004 il torneo era denominato Tiger Cup per via della sponsorizzazione da parte della Tiger Beer, un marchio produttore di birra con sede a Singapore.
La prima edizione si svolse nel 1996 e da allora il trofeo è stato vinto per 6 volte dalla Thailandia, per 4 volte da Singapore e per 3 volte dal Vietnam e una volta dalla Malaysia. L'Indonesia è stata finalista per 6 volte, ma non ha mai vinto la coppa.
L'edizione del 2007 ha coinciso con la ridenominazione della coppa in ASEAN Football Championship in seguito alla fine del rapporto di collaborazione con la Tiger Beer. Nel 2008 è iniziata la sponsorizzazione da parte della Suzuki.

## Edizioni
| 1996 | Singapore            | Thailandia | 1 - 0                   | Malaysia   | Vietnam              | 3 - 2                   | Indonesia            |
| 1998 | Vietnam              | Singapore  | 1 - 0                   | Vietnam    | Indonesia            | 3 - 3 (dts) 5 - 4 (dtr) | Thailandia           |
| 2000 | Thailandia           | Thailandia | 4 - 1                   | Indonesia  | Malaysia             | 3 - 0                   | Vietnam              |
| 2002 | Indonesia Singapore  | Thailandia | 2 - 2 (dts) 4 - 2 (dtr) | Indonesia  | Vietnam              | 2 - 1                   | Malaysia             |
| 2004 | Malaysia Vietnam     | Singapore  | 3 - 1 2 - 1 5 - 2       | Indonesia  | Malaysia             | 2 - 1                   | Birmania             |
| 2007 | Singapore Thailandia | Singapore  | 2 - 1 1 - 1 3 - 2       | Thailandia | Malaysia Vietnam     | Malaysia Vietnam        | Malaysia Vietnam     |
| 2008 | Indonesia Thailandia | Vietnam    | 2 - 1 1 - 1 3 - 2       | Thailandia | Indonesia Singapore  | Indonesia Singapore     | Indonesia Singapore  |
| 2010 | Indonesia Vietnam    | Malaysia   | 3 - 0 1 - 2 4 - 2       | Indonesia  | Filippine Vietnam    | Filippine Vietnam       | Filippine Vietnam    |
| 2012 | Malaysia Thailandia  | Singapore  | 3 - 1 0 - 1 3 - 2       | Thailandia | Filippine Malaysia   | Filippine Malaysia      | Filippine Malaysia   |
| 2014 | Singapore Vietnam    | Thailandia | 2 - 0 2 - 3 4 - 3       | Malaysia   | Filippine Vietnam    | Filippine Vietnam       | Filippine Vietnam    |
| 2016 | Birmania Filippine   | Thailandia | 1 - 2 2 - 0 3 - 2       | Indonesia  | Birmania Vietnam     | Birmania Vietnam        | Birmania Vietnam     |
| 2018 | 10 paesi             | Vietnam    | 2 - 2 1 - 0 3 - 2       | Malaysia   | Filippine Thailandia | Filippine Thailandia    | Filippine Thailandia |
| 2020 | Singapore            | Thailandia | 4 - 0 2 - 2 6 - 2       | Indonesia  | Singapore Vietnam    | Singapore Vietnam       | Singapore Vietnam    |
| 2022 | 10 paesi             | Thailandia | 2 - 2 1 - 0 3 - 2       | Vietnam    | Indonesia Malaysia   | Indonesia Malaysia      | Indonesia Malaysia   |
| 2024 | Itinerante           | Vietnam    | 2 - 1 3 - 2 5 - 3       | Thailandia | Filippine Singapore  | Filippine Singapore     | Filippine Singapore  |

## Medagliere per nazioni
| Pos. | Paese      | Oro | Argento | Bronzo | Oro · Argento · Bronzo |
| ---- | ---------- | --- | ------- | ------ | ---------------------- |
| 1    | Thailandia | 7   | 4       | 0      | 11                     |
| 2    | Singapore  | 4   | 0       | 1      | 5                      |
| 3    | Vietnam    | 3   | 2       | 2      | 7                      |
| 4    | Malaysia   | 1   | 3       | 2      | 6                      |
| 5    | Indonesia  | 0   | 6       | 1      | 7                      |

### Dettagli sui piazzamenti
| Nazionale  | 1996 | 1998 | 2000 | 2002 | 2004 | 2007 | 2008 | 2010 | 2012 | 2014 | 2016 | 2018 | 2020 | 2022 | 2024 | Totale |
| Brunei     | 1T   | -    | -    | -    | -    | -    | -    | -    | -    | -    | -    | -    | -    | 1T   | -    | 2      |
| Cambogia   | 1T   | -    | 1T   | 1T   | 1T   | -    | 1T   | -    | -    | -    | 1T   | 1T   | 1T   | 1T   | 1T   | 10     |
| Filippine  | 1T   | 1T   | 1T   | 1T   | 1T   | 1T   | -    | SF   | SF   | SF   | 1T   | SF   | 1T   | 1T   | SF   | 14     |
| Indonesia  | 4º   | 3º   | 2º   | 2º   | 2º   | 1T   | SF   | 2º   | 1T   | 1T   | 2º   | 1T   | 2º   | SF   | 1T   | 15     |
| Laos       | 1T   | 1T   | 1T   | 1T   | 1T   | 1T   | 1T   | 1T   | 1T   | 1T   | -    | 1T   | 1T   | 1T   | 1T   | 14     |
| Malaysia   | 2º   | 1T   | 3º   | 4º   | 3º   | SF   | 1T   | 1º   | 1T   | 2º   | 1T   | 2º   | 1T   | SF   | 1T   | 15     |
| Birmania   | 1T   | 1T   | 1T   | 1T   | 4º   | 1T   | 1T   | 1T   | 1T   | 1T   | SF   | 1T   | 1T   | 1T   | 1T   | 15     |
| Singapore  | 1T   | 1º   | 1T   | 1T   | 1º   | 1º   | SF   | 1T   | 1º   | 1T   | 1T   | 1T   | SF   | 1T   | SF   | 15     |
| Thailandia | 1º   | 4º   | 1º   | 1º   | 1T   | 2º   | 2º   | 1T   | 2º   | 1º   | 1º   | SF   | 1º   | 1º   | 2º   | 15     |
| Timor Est  | -    | -    | -    | -    | 1T   | -    | -    | -    | -    | -    | -    | 1T   | 1T   | -    | 1T   | 4      |
| Vietnam    | 3º   | 2º   | 4º   | 3º   | 1T   | SF   | 1º   | SF   | 1T   | SF   | SF   | 1º   | SF   | 2º   | 1º   | 15     |

Legenda:

N° = posizione finale

SF = eliminata in semifinale

1T = eliminata al primo turno

P = partecipante

Q = qualificata

## Classifica perpetua
| Pos. | Squadra    | Partecipazioni | G  | V  | N  | P  | RF  | RS  | DR   | Pt. |
| ---- | ---------- | -------------- | -- | -- | -- | -- | --- | --- | ---- | --- |
| 1    | Thailandia | 15             | 92 | 58 | 19 | 15 | 210 | 106 | +104 | 193 |
| 2    | Vietnam    | 15             | 85 | 48 | 22 | 15 | 180 | 80  | +100 | 166 |
| 3    | Indonesia  | 15             | 80 | 39 | 18 | 23 | 193 | 134 | +59  | 135 |
| 4    | Malaysia   | 15             | 79 | 35 | 17 | 27 | 136 | 93  | +43  | 122 |
| 5    | Singapore  | 15             | 72 | 35 | 17 | 20 | 124 | 78  | +52  | 122 |
| 6    | Birmania   | 15             | 54 | 16 | 9  | 29 | 66  | 119 | −53  | 57  |
| 7    | Filippine  | 14             | 54 | 13 | 7  | 34 | 62  | 67  | −5   | 46  |
| 8    | Cambogia   | 10             | 38 | 7  | 1  | 30 | 46  | 118 | −72  | 22  |
| 9    | Laos       | 14             | 49 | 2  | 8  | 39 | 39  | 181 | −142 | 14  |
| 10   | Brunei     | 2              | 8  | 1  | 0  | 7  | 3   | 37  | −34  | 3   |
| 11   | Timor Est  | 4              | 16 | 0  | 0  | 16 | 9   | 68  | −59  | 0   |

## Riconoscimenti individuali

### Capocannonieri
| Anno    | Calciatore              | Reti |
| ------- | ----------------------- | ---- |
| 1996    | Natipong Sritong-In     | 7    |
| 1998    | Myo Hlaing Win          | 4    |
| 2000    | Gendut Doni Christiawan | 5    |
| 2000    | Worrawoot Srimaka       | 5    |
| 2002    | Bambang Pamungkas       | 8    |
| 2004/05 | Ilham Jaya Kesuma       | 7    |
| 2007    | Noh Alam Shah           | 10   |
| 2008    | Budi Sudarsono          | 4    |
| 2008    | Agu Casmir              | 4    |
| 2008    | Teerasil Dangda         | 4    |
| 2010    | Safee Sali              | 5    |
| 2012    | Teerasil Dangda         | 5    |
| 2014    | Safiq Rahim             | 6    |
| 2016    | Teerasil Dangda         | 6    |
| 2018    | Adisak Kraisorn         | 8    |
| 2020    | Safawi Rasid            | 4    |
| 2020    | Bienvenido Marañón      | 4    |
| 2020    | Chanathip Songkrasin    | 4    |
| 2020    | Teerasil Dangda         | 4    |
| 2022    | Teerasil Dangda         | 6    |
| 2022    | Nguyễn Tiến Linh        | 6    |
| 2024    | Nguyễn Xuân Son         | 7    |

### Marcatori di tutte le epoche
In grassetto i calciatori ancora attivi in nazionale.
| Pos. | Calciatore             | Reti |
| ---- | ---------------------- | ---- |
| 1    | Teerasil Dangda        | 25   |
| 2    | Noh Alam Shah          | 17   |
| 3    | Worrawoot Srimaka      | 15   |
| 3    | Lê Công Vinh           | 15   |
| 5    | Lê Huỳnh Đức           | 14   |
| 6    | Kurniawan Dwi Yulianto | 13   |
| 7    | Bambang Pamungkas      | 12   |
| 7    | Kiatisuk Senamuang     | 12   |
| 9    | Agu Casmir             | 11   |
| 9    | Adisak Kraisorn        | 11   |
| 11   | Khairul Amri           | 10   |

### Migliore giocatore del torneo
| Anno    | Calciatore           |
| ------- | -------------------- |
| 1996    | Zainal Abidin Hassan |
| 1998    | Nguyễn Hồng Sơn      |
| 2000    | Kiatisuk Senamuang   |
| 2002    | Therdsak Chaiman     |
| 2004/05 | Lionel Lewis         |
| 2007    | Noh Alam Shah        |
| 2008    | Dương Hồng Sơn       |
| 2010    | Firman Utina         |
| 2012    | Shahril Ishak        |
| 2014    | Chanathip Songkrasin |
| 2016    | Chanathip Songkrasin |
| 2018    | Nguyễn Quang Hải     |
| 2020    | Chanathip Songkrasin |
| 2022    | Theerathon Bunmathan |
| 2024    | Nguyễn Xuân Son      |